# منتور، شهرستان چبویگان، میشیگان
منتور (به انگلیسی: Mentor Township) یک منطقهٔ مسکونی در ایالات متحده آمریکا است که در شهرستان چبویگان، میشیگان واقع شده‌است.
 منتور ۹۲٫۹ کیلومتر مربع مساحت و ۸۱۸ نفر جمعیت دارد و ۲۵۴ متر بالاتر از سطح دریا واقع شده‌است.